# Rive d'Arcano
Rive d'Arcano (Rivis Darcjan in friulano standard, Rives Darcjan in varietà locale) è un comune italiano di 2 386 abitanti del Friuli-Venezia Giulia.
Nei suoi immediati dintorni si erge il Castello d'Arcano, massiccia costruzione del XII secolo, con all'interno una chiesa seicentesca. Non lontano fu edificata, nel quattrocento, la chiesa di San Martino.

## Storia

### Simboli
Lo stemma è stato riconosciuto con decreto del Capo del Governo del 24 marzo 1936.
Il gonfalone, concesso con DPR del 5 dicembre 1949, è un drappo partito di bianco e di azzurro.

## Monumenti e luoghi d'interesse
- Castello di Tricano o d'Arcano.

Unico superstite dei due o forse tre castelli che via via furono costruiti nel feudo della famiglia Tricano (poi d'Arcano), il castello si trova nella frazione di Arcano Superiore.
L'attuale castello è sorto su una precedente costruzione fortificata, forse antecedente il X secolo. Le origini si fanno risalire a Leonardo da Cornu, il cui figlio Ropretto (o Rioretto) diede origine alla famiglia dei Tricano, divenuta in seguito d'Arcano. Il nome Tricano della famiglia prende origine dallo stemma, su cui erano rappresentati tre cani neri per simboleggiare la fedeltà all'Imperatore e al Patriarca di Aquileia. Tale fedeltà fu premiata con la carica ereditaria di marescialli e vessilliferi della Chiesa aquileiense. Per questo motivo i Tricano furono coinvolti in tutte le lotte feudali che sconvolsero il Patriarcato tra il XIV ed il XV secolo.
Nel 1420 il castello passò sotto il dominio della Repubblica di Venezia e nel 1511 fu danneggiato durante la rivolta contadina del giovedì grasso.
Mentre all'esterno il complesso si presenta massiccio, con bifore tardoromaniche, merlature, camminamenti e torri di vedetta, all'interno esso cela i caratteri di una residenza di campagna, con alcuni pregevoli affreschi secenteschi e settecenteschi.
Al castello è legata la misteriosa vicenda di Francesco d'Arcano, che nel 1635 sposò Todeschina di Prampero, la quale fu poi uccisa a pugnalate per gelosia. Todeschina, prima di morire, scrisse con il sangue le proprie iniziali su un muro del castello: tale scritta rimase visibile fino al terremoto del 1976. Francesco fece murare il cadavere, che fu ritrovato durante i lavori di restauro nei primi del novecento.
- Pieve di San Martino
- Chiesa di San Mauro ad Arcano Superiore
- Chiesa di Sant'Andrea Apostolo a Rodeano Alto
- Chiesa di San Floriano a Pozzalis

## Società

### Evoluzione demografica
Abitanti censiti

### Lingue e dialetti
A Rive d'Arcano, accanto alla lingua italiana, la popolazione utilizza la lingua friulana. Ai sensi della Deliberazione n. 2680 del 3 agosto 2001 della Giunta della Regione autonoma Friuli-Venezia Giulia, il Comune è inserito nell'ambito territoriale di tutela della lingua friulana ai fini della applicazione della legge 482/99, della legge regionale 15/96 e della legge regionale 29/2007.
La lingua friulana che si parla a Rive d'Arcano rientra fra le varianti appartenenti al friulano centro-orientale.

## Economia

### Artigianato
Per quanto riguarda l'artigianato, il comune è rinomato soprattutto per la produzione di pantofole.

## Amministrazione

Il gonfalone comunale

| Periodo | Periodo   | Primo cittadino   | Partito         | Carica  | Note |
| ------- | --------- | ----------------- | --------------- | ------- | ---- |
| 1991    | 1995      | Antonio Favale    | Lista civica    |         |      |
| 1995    | 2004      | Enzo D'Angelo     | Lista civica    | Sindaco |      |
| 2004    | 2014      | Gabriele Contardo | Centro sinistra | Sindaco |      |
| 2014    | 2019      | Cristina D'Angelo | Lista civica    | Sindaco |      |
| 2019    | In carica | Gabriele Contardo | Lista civica    | Sindaco |      |

## Sport

### Calcio
La squadra di calcio della città è l'A.S.D. Rive d'Arcano Flaibano che milita nel campionato friulano di Eccellenza . È nata nel 2020 a seguito della fusione tra A.S.D. Rive d'Arcano e G.S. Flaibano. I colori sociali sono il giallo, il nero e l'azzurro.

### Tennis
La squadra di tennis della città è l'Associazione Sportiva Dilettantistica Tennis Club Rive d'Arcano che milita nella serie D4 maschile girone 1. I colori sociali sono il rosso ed il bianco. Inoltre sono presenti una serie di tennisti singolari che militano in vari tornei regionali. I campi da gioco della societa è provvista di un campo in sintetico al coperto e riscaldato e due in terra rossa all'aperto al cui loco organizzano vari tornei durante il corso dell'anno e anche corsi estivi per ragazzi.

### Arti Marziali
La Polisportiva Judo Club Shimai Dojo Associazione Sportiva Dilettantistica si trova a Rive d'Arcano ed è affiliata alla FIJLKAM, alla ISP.

### Bocce
A.S.D. Nuova Bocciofila del Corno è la società bocciofila di Rive d'Arcano ricostituita nel 2009 che milita nel Campionato Nazionale di Serie B Est Triveneto.